# Женский портрет (картина ван Влита)
«Женский портрет» — картина голландского живописца Хендрика Корнелиса ван дер Влита из собрания Государственного Эрмитажа. Экспонируется в Шатровом зале (зал 249) здания Нового Эрмитажа в Санкт-Петербурге.
На нейтральном коричневом фоне изображена женщина в чёрном кружевном чепце и в чёрном платье с плоским кружевным воротником-накидкой на плечах и с белыми кружевными манжетами. Слева внизу трудночитаемая надпись и дата, а также подпись художника (в две строки): Aetatis 30 ano 1641 / H. van der. Vliet. Хранитель голландской живописи в Эрмитаже И. А. Соколова отмечает, что «в моделировке лица хорошо видны идущие по форме монохромные параллельные мазки, проступившие в результате утончившегося верхнего красочного слоя».
Имя модели не установлено, согласно авторской надписи она изображена в возрасте тридцати лет. Женщина одета по моде начала 1640-х годов, что также соответствует авторской дате.

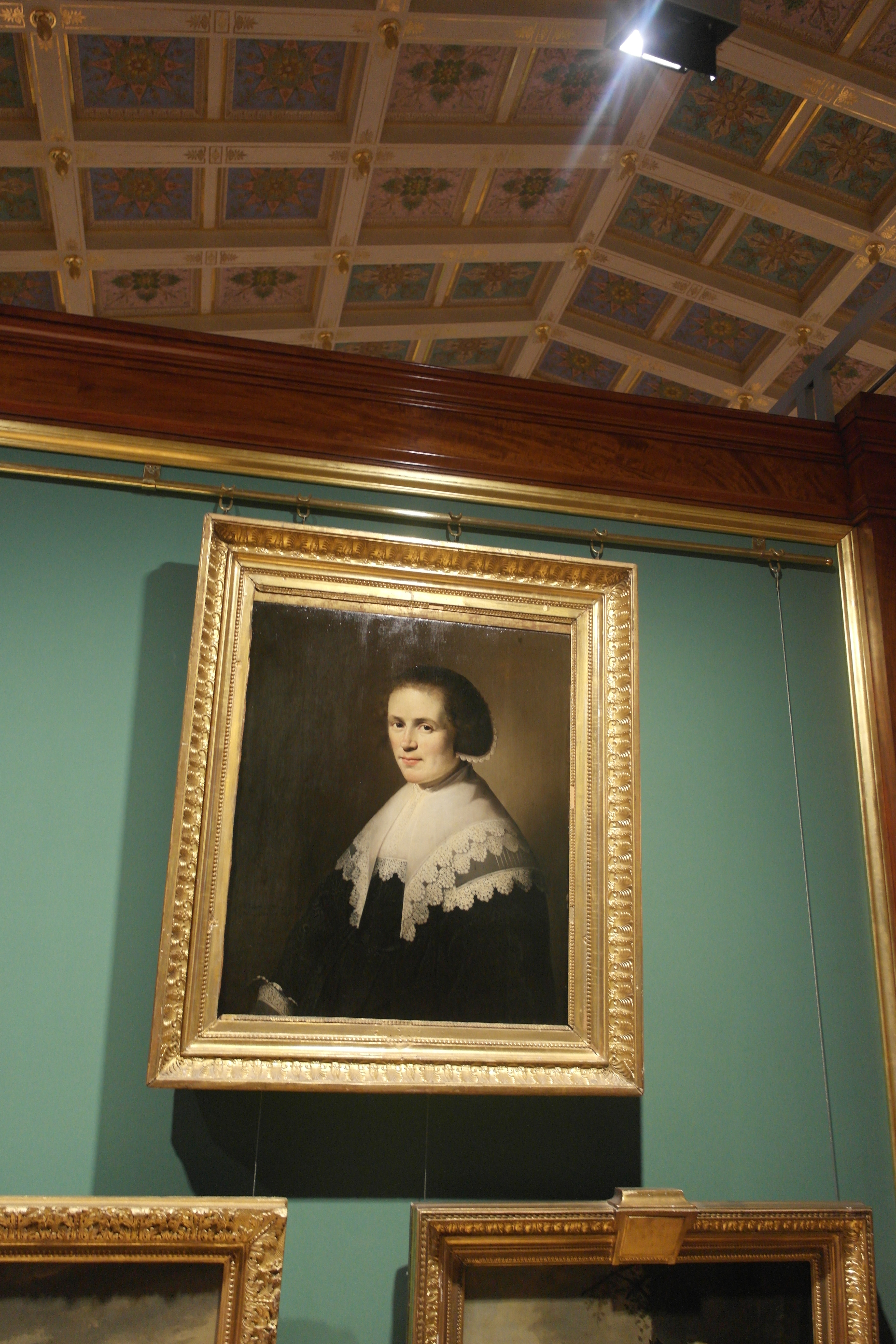
Картина в Шатровом зале Нового Эрмитажа

Ранняя история картины неизвестна. Во второй половине XIX века она принадлежала канцлеру А. М. Горчакову, а после его смерти была унаследована его младшим сыном Константином и далее внуком Михаилом. 5 августа 1918 года всё имущество М. К. Горчакова было национализировано, имущество предполагалось передать в Эрмитаж, однако по неизвестной причине это сразу не было сделано. Летом 1919 года мебель была частично перевезена в Эрмитаж, а картины оставались на месте до конца 1919 года. В квартире Горчаковых был размещён детский дом; по свидетельству Е. Н. Розановой:

Во главе детдома тогда стояло случайное лицо (не педагог), не знакомое ни с литературой, ни с историей, ни с искусством, которое относилось к оставшимся после Горчаковых художественным вещам как к «наследию старого режима» и приказало немедленно сжечь все картины, рукописи, альбомы и т. д. <…> Моя мать, К. А. Розанова, служившая в то время в детдоме, не могла равнодушно видеть, как уничтожались вещи, имевшие не только художественную ценность, но и историческую. Она <…> вытащила почти из огня (кучи, сваленной перед одним из каминов и из камина) несколько акварелей и портретов, приготовленных в качестве растопки.

Розанова передала все спасённые произведения искусства в Институт русской литературы. В 1923 году картина поступила в Государственный Эрмитаж. В конце 1920-х годов картина предполагалась к продаже за границу и была передана в контору «Антиквариат», однако продать её не удалось и в 1933 году по акту от 4 октября она была возвращена в Эрмитаж.
Ю. И. Кузнецов в своём обзоре голландской живописи отмечал, что «„Портрет молодой женщины“ и „Портрет девочки с веером“ показывают, что ван дер Влит, обучавшийся у Мирефелта, пытается отойти от примитивных решений учителя и обогатить традиции делфтского портрета».